# Засоби масової інформації Фарерських островів
Засоби масової інформації Фарерських островів складаються з кількох газет, радіостанцій, журналів, а також місцевого телеканалу Kringvarp Føroya.
Перше цифрове наземне телебачення було ввімкнено в грудні 2002 року, трансляція велася з семи передавачів. На Фарерських островах також доступне супутникове телебачення за передплатою.

## Телебачення
- SVF (з 1984). Єдина місцева телевізійна станція, сьогодні входить до складу Kringvarp Føroya.[3]
- Супутникова телекомпанія, яка ретранслювала MTV Europe, BBC Prime, BBC World та Eurosport, а також данське комерційне телебачення в Торсгавні між 1989 та 2001 роками.
- З 2002 року Televarpið (дочірня компанія фарерської телекомунікаційної компанії Føroya Tele) розповсюджує Sjónvarp Føroya та міжнародні канали через свою цифрову наземну мережу, яка включає DR1, DR2, TV2, TV2 Sport, TV3, TV3+, Kanal 4, Kanal 5, 6'eren, NRK1, Visjon Norge, RÚV, MTV, VH1, BBC Brit, BBC World News, Eurosport, Cartoon Network, Discovery Channel, Animal Planet, Disney Channel, National Geographic Channel, Canal+ Comedy, Canal+ First, Canal+ Sport 1, Canal+ Sport 2.

## Радіо
- Atlantic Radio, недовговічна 24-годинна станція.
- KissFM, поп і рок 1970-х, 1980-х і 1990-х років, була замінена на нову Rás 2.
- Kringvarp Føroya розпочала свою діяльність у 1957 році як Útvarp Føroya. Об'єдналася з Sjónvarp Føroya 1 січня 2007 року, утворивши Kringvarp Føroya.
- Lindin — християнська радіостанція, яка веде мовлення з Туршавна з 21 січня 2000 року.[4]
- Rás 2 (Канал 2) був створений після закриття Atlantic Radio як альтернатива державному Útvarp Føroya (звідси цифра «2» у назві).
- Stream.fo, на частоті FM98.7 у Клаксвіку та на інтернет-радіо, яке веде мовлення з 11 листопада 2011 року.[5]
- Útvarp Føroya
- Voxpop, станція сучасної попмузики